# 愛媛県道241号池田中山線
愛媛県道241号池田中山線（えひめけんどう241ごう いけだなかやません）は、愛媛県喜多郡内子町から伊予市に至る一般県道である。

## 概要
喜多郡内子町大瀬南から伊予市中山町出渕を結ぶ。

### 路線データ
- 起点 : 喜多郡内子町大瀬南（愛媛県道228号坊屋敷小田線交点）
- 終点 : 伊予市中山町出渕（国道56号交点）

## 路線状況

### 重複区間
- 愛媛県道305号立石内子線（喜多郡内子町大瀬南）
- 国道379号・国道380号（喜多郡内子町大瀬中央）
- 国道379号・国道380号（喜多郡内子町大瀬中央）

## 地理

### 通過する自治体
- 喜多郡内子町
- 伊予市

### 交差する道路
| 交差する道路                                                          | 市町村名 | 市町村名 | 交差する場所 | 交差する場所 |
| --------------------------------------------------------------------- | -------- | -------- | ------------ | ------------ |
| 愛媛県道228号坊屋敷小田線                                             | 喜多郡   | 内子町   | 大瀬南       | 起点         |
| 愛媛県道305号立石内子線 重複区間起点                                  | 喜多郡   | 内子町   | 大瀬南       |              |
| 愛媛県道305号立石内子線 重複区間起点                                  | 喜多郡   | 内子町   | 大瀬南       |              |
| 国道379号 重複区間起点 国道380号 重複区間起点                         | 喜多郡   | 内子町   | 大瀬中央     |              |
| 国道379号 重複区間終点 国道380号 重複区間終点                         | 喜多郡   | 内子町   | 大瀬中央     |              |
| 国道379号 重複区間起点 国道380号 重複区間起点 愛媛県道324号大瀬川中線 | 喜多郡   | 内子町   | 大瀬中央     |              |
| 国道379号 重複区間終点 国道380号 重複区間終点                         | 喜多郡   | 内子町   | 大瀬中央     |              |
| 国道56号                                                              | 伊予市   | 伊予市   | 中山町出渕   | 終点         |

### 交差する鉄道
- 予讃線

### 沿線
- 内子町立大瀬中学校
- 内子町立大瀬小学校